# APX Group
APX is een beurs waar energie verhandeld wordt. De beurs is opgericht om de liberalisering van de energiemarkt te ondersteunen. Op de markt komen vraag en aanbod van elektriciteit of gas bij elkaar waardoor een prijs op een transparante wijze tot stand komt. De beurs opereert verschillende platformen voor spothandel elektriciteit in Nederland, België en het Verenigd Koninkrijk. Sinds de oprichting in 1999 biedt APX handels-, clearing & settlements- en datadistributiediensten aan. APX biedt benchmark-gegevens en publiceert indexcijfers. Aan het einde van 2013 telde de beurs 150 leden uit meer dan 15 landen. De leden zijn voornamelijk energieproducenten, nutsbedrijven en financiële instellingen.
APX is gevestigd in Amsterdam (hoofdkantoor), Brussel, Londen en Nottingham.

## Organisatie
APX is een holding met de volgende bedrijfsonderdelen:
- APX Power UK
- APX Power NL
- Belpex.

De beurs biedt tevens third-party services voor de clearing en levering van energie of energiegerelateerde producten.
De belangrijkste aandeelhouders van APX zijn de Nederlandse netwerkbeheerder TenneT, met een belang van 70,84% en Elia, de beheerder van het Belgische elektriciteitsnetwerk, met een belang van 29,16%.

## Elektriciteitsmarkt
Elektrische energie kan niet worden opgeslagen en als het is opgewekt moet het meteen worden gebruikt. Door veranderingen in de vraag kunnen producenten besluiten extra of juist minder elektriciteit op te wekken. De overheid heeft geregeld dat alle import van elektriciteit naar Nederland via de APX gaat. De APX is een spotmarkt: er wordt gehandeld in uur-prijzen. Voor elke dag wordt voor elk uur van de dag een aparte prijs vastgesteld. Onbalans in elektriciteit wordt dan ook op deze beurs veel verhandeld. De beurs heeft ook de APX-index ontwikkeld, uitgedrukt in Euro/MWh van elektriciteit die de volgende dag geleverd wordt. Elke dag publiceert APX deze index op haar website.

## Geschiedenis
De APX werd opgericht als de Amsterdam Power EXchange op 25 mei 1999. In december 2008 combineerden APX en ENDEX de activiteiten, en veranderde de organisatie haar naam in APX-ENDEX. ENDEX staat voor European Energy Derivatives Exchange en op deze beurs worden derivaten verhandeld met elektriciteit en gas als onderliggende waarden.
Diverse energiebeurzen en netbeheerders werken nauw samen aan het bereiken van marktkoppelingen tussen West-Europese landen. In november 2006 zijn de elektriciteitsmarkten van Nederland, België en Frankrijk aan elkaar gekoppeld. De fysieke infrastructuur, hoogspanningsverbindingen, was al aanwezig en deze is aangevuld met een prijskoppeling. Deze koppeling, bekend onder de naam Trilateral Market Coupling (TLC), is het gevolg van de samenwerking tussen de energiebeurzen Belpex, APX en Powernext én de netwerkbeheerders TenneT, Elia en RTE van Frankrijk. De koppeling leidde ertoe dat in 2008 gedurende 70 procent van de tijd de elektriciteitsprijzen in de drie landen gelijk waren. Op de andere tijden was onvoldoende capaciteit op het internationale hoogspanningsnetwerk aanwezig om gelijke prijzen te bereiken. Op 9 november 2010 is dit samenwerkingsverband uitgebreid met Duitsland en Luxemburg, dit wordt ook wel de Central Western European Market Coupling (CWE MC) genoemd. Op de nog langere termijn wordt gestreefd naar één Europese elektriciteitsmarkt. Op 18 maart 2010 maakten zes energiebeurzen een samenwerkingsverband bekend om dit te realiseren. Naast de hierboven genoemde landen zijn hierbij ook Scandinavië en het Verenigd Koninkrijk betrokken. Voor het koppelen met de Britse elektriciteitsmarkt tekende APX in 2007 een overeenkomst om de BritNed-kabel tussen het Verenigd Koninkrijk en Nederland te ontwikkelen. De kabel is in april 2011 daadwerkelijk in gebruik genomen.
Op 9 juni 2010 komen de drie beurzen APX-ENDEX, Belpex en Nord Pool Spot overeen een grensoverschrijdende intraday elektriciteitsmarkt op te zetten, gebaseerd op de Elbas technology Nord Pool Spot; de European Market Coupling Company. De gemeenschappelijke intraday markt zal de Scandinavische landen, Duitsland, Nederland en België omvatten. Op 14 oktober 2010 zijn APX-ENDEX en Belpex gefuseerd. Elia, de landelijk netbeheerder van stroom in België en grootaandeelhouder van Belpex, heeft een 20% belang gekregen in de nieuwe combinatie. TenneT blijft grootaandeelhouder van APX-ENDEX met 56% van de aandelen.
Op 1 maart 2013 splitst APX-ENDEX zich in twee bedrijven onder de naam APX en ICE Endex. Het idee voor die splitsing van de gas- en stroomactiviteiten was dat de onafhankelijke delen los van elkaar makkelijker konden groeien. TenneT is grootaandeelhouder van APX gebleven met 71% van de aandelen en de Belgische netbeheerder Elia bezit de overige 29%. APX richt zich sindsdien op het opereren van platformen voor spothandel elektriciteit in Nederland, België en het Verenigd Koninkrijk.

## Fusie met EPEX SPOT
In april 2015 maakten APX Group en EPEX SPOT een fusie bekend en gaan samen verder onder de naam EPEX SPOT. De twee brengen alle activiteiten in en krijgen een aandeel in de samengevoegde organisatie naargelang hun inbreng. De oud-aandeelhouders van APX Group krijgen een belang van 49% en de overige 51% van de aandelen komt in handen van de EEX Group. De fusie is een belangrijke stap naar een verdere integratie van de Europese elektriciteitsmarkten. Gemeten naar financiële omzet en handelsvolumes is EPEX SPOT, actief in Duitsland, Frankrijk, Oostenrijk en Zwitserland, de grotere partij. APX realiseerde in 2013 een omzet van 27 miljoen euro bij een handelsvolume elektriciteit van 92 TWh. Voor EPEX SPOT waren de vergelijkbare cijfers 43 miljoen euro bij 382 TWh. Het nieuwe bedrijf zal worden geleid door de huidige bestuursvoorzitter van EPEX SPOT, Jean-François Conil-Lacoste. APX levert de financieel directeur en TenneT twee commissarissen.